# Ulm Challenger 1997
Lo Ulm Challenger 1997 è stato un torneo di tennis facente parte della categoria ATP Challenger Series nell'ambito dell'ATP Challenger Series 1997. Il torneo si è giocato a Ulma in Germania dal 1° al 6 luglio 1997 su campi in terra rossa.

## Vincitori

### Singolare
Dinu Pescariu ha battuto in finale  Stefan Koubek con il punteggio di 7–5, 6–1

### Doppio
Kris Goossens /  Tom Vanhoudt hanno battuto in finale  Petr Luxa /  Petr Pála con il punteggio di 6–3, 6–0